# Deutsche Botschaft Freetown
Die Deutsche Botschaft Freetown ist die offizielle diplomatische Vertretung der Bundesrepublik Deutschland in der Republik Sierra Leone.

## Lage und Gebäude
Die Botschaft befindet sich im Herzen der Hauptstadt in der Nachbarschaft einer Reihe anderer diplomatischer Vertretungen und internationaler Schulen. Die Straßenadresse lautet: 3, Middle Hill Station, Freetown.

## Organisation und Aufgaben
Es handelt sich bei der Botschaft um eine Kleinstvertretung. Konsularische Nothilfe für deutsche Staatsangehörige wird geleistet. Alle anderen konsularischen Dienstleistungen obliegen der deutschen Botschaft Accra (Ghana). In Accra sind auch nationale Visa für Deutschland (Aufenthaltsdauer über 90 Tage) und Schengen-Visa zu beantragen.
In der Botschaft werden die Sachgebiete Politik, Wirtschaft, Kultur und Öffentlichkeitsarbeit bearbeitet. In der Entwicklungszusammenarbeit sind Jugendbeschäftigung, Ausbildung und Landwirtschaft Schwerpunkte. Ferner führte die Verbreitung des Ebolavirus dazu, auch den Ausbau des Gesundheitssektors gezielt zu fördern.

## Geschichte
Nachdem Sierra Leone am 27. April 1961 von der früheren Kolonialmacht, dem Vereinigten Königreich, unabhängig geworden war, erfolgte die Anerkennung durch die Bundesrepublik Deutschland unmittelbar. Nach Aufnahme diplomatischer Beziehungen wurde am 5. September 1961 die Botschaft Freetown eröffnet. Die Unruhen des Bürgerkriegs im Land führten am 31. Dezember 1999 zur Schließung der Botschaft, die am 1. Dezember 2003 wieder eröffnet werden konnte.
Am 21. Dezember 1972 nahm Sierra Leone diplomatische Beziehungen mit der DDR auf. Es entstand jedoch keine Botschaft der DDR in Freetown; die Botschafter in Conakry (Guinea) waren in Sierra Leone nebenakkreditiert.